# Dům u jezera
Dům u jezera (orig. The Lake House) je americký dramatický romantický film z roku 2006 režiséra Alejandra Agrestiho v hlavních rolích se Sandrou Bullock a Keanu Reevesem. Jedná se o remake jihokorejského filmu z roku 2000 Il Mare. Příběh se soustředí na architekta Alexe žijícího v roce 2004 a lékařku Kate žijící v roce 2006. Komunikují spolu pomocí vzkazů ve schránce, která patří k domu u jezera, který oba obývali. Celé dva roky spolu komunikují, i když je dělí časový rozdíl dvou let.
Sandra Bullock a Keanu Reeves se poprvé od snímku Nebezpečná rychlost z roku 1994 objevili ve společném filmu.

## Děj
Dr. Kate Forsterová v roce 2006 opouští dům u jezera ve Wisconsinu, protože se stěhuje do Chicaga. Ve schránce zanechá dopis budoucímu nájemníkovi, v němž mimo jiné poznamenává, že otisky psích tlapek na přístupové cestě už byly, když se nastěhovala.
Dva roky předtím, v roce 2004, přijíždí do domu architekt Alex Wyler a ve schránce najde její dopis. Dům je zanedbaný, nejsou tam žádné otisky psích tlapek. Když Alex dům rekonstruuje, proběhne pes přes barvu a na přístupové cestě zanechá své otisky. Kate a Alex si pak posílají pomocí schránky vzkazy nadále a oba vždy sledují vlaječku na schránce, která naznačuje, že přišel nový dopis. Vždy se rozhlížejí, jestli někoho uvidí, když se vlaječka pohne, ale nikdy si nikoho nevšimnou.
Zmatený Alex se Kate zeptá, jak mohla o otiscích vědět. Kate mu odepíše a oba pak zjistí, že žijí každý v jiné době. Dále spolu komunikují. Kate požádá Alexe, aby jí poslal knihu, Anna Elliotová, kterou kdysi Kate ztratila na nádraží. Alex pak vezme Kate na procházku po jeho nejoblíbenějších místech v Chicagu pomocí mapy s komentáři, kterou zanechá ve schránce. Alex náhodou potká Kate na party, ale nezmíní se o jejich korespondenci, protože ta pro ni vlastně ještě neproběhla.
V další korespondenci se rozhodnou, že se znovu setkají. Alex rezervuje stůl v restauraci Il Mare na večer v Katině době. Kate pak do restaurace jde, ale Alex se neukáže. Kate se zlomeným srdcem Alexe požádá, aby jí už nepsal. Vypráví mu o tragédii, které byla svědkem na Valentýna rok předtím. Byla svědkem dopravní nehody na Daley Plaza a v náručí jí zemřel neznámý muž. Oba pak dům u jezera opustí a žijí dál své vlastní životy.
O rok později, pro Alexe na Valentýna 2006, pro Kate na Valentýna 2008, se Alex k domu vrátí, zatímco Kate navštíví architekta (Alexova bratra), který připravuje plány pro renovaci domu, který chce koupit. Tam si všimne kresby domu u jezera a dozví se, že jejím autorem je Alex Wyler, osoba, se kterou si psala. Dozví se také od jeho bratra, že Alex zemřel přesně před dvěma lety při autonehodě a uvědomí si, že to je důvod, proč se neukázal na jejich rande. To on byl mužem, který zemřel v Katině náručí na Daley Plaza.
Kate pak spěchá k domu u jezera a napíše dopis, v němž mu vyzná lásku a prosí ho, aby ji nevyhledával, pokud ji taky miluje. Řekne mu, aby počkal dva roky a přišel k domu u jezera. Alex mezitím jde na Daley Plaza, aby se s Kate potkal. Kate u schránky domu u jezera vzlyká a myslí si, že mu napsala příliš pozdě. Vlajka se pak ale pohne, což znamená, že Alex si vyzvedl dopis. Krátce na to uvidí přijíždějící auto, z něhož vystoupí muž. Je to Alex. Přijdou k sobě, políbí se a společně jdou k domu u jezera.

## Obsazení
| Sandra Bullock        | Kate Forsterová     |
| Keanu Reeves          | Alex Wyler          |
| Dylan Walsh           | Morgan Price        |
| Shohreh Aghdashloo    | Dr. Anna Klyczynská |
| Christopher Plummer   | Simon J. Wyler      |
| Ebon Moss-Bachrach    | Henry Wyler         |
| Willeke van Ammelrooy | paní Forsterová     |
| Lynn Collins          | Mona                |

## Výroba
Film se odehrává v oblasti Chicaga, kde byl také natáčen. Samotný dům u jezera byl postaven u Maple Lake na jihozápadním předměstí Chicaga. Po natáčení byl odstraněn a na jeho místo byl umístěn jednoduchý rybářský dok. Městské scény byly natáčeny v Chicago Loop. Další lokace se nacházejí ve městech Aurora a Riverside ve státě Illinois.

## Ohlas
Během prvního víkendu po uvedení utržil snímek ve Spojených státech asi 13,6 milionů dolarů a umístil se tak na čtvrtém místě za filmy Auta, Boží zápasník a Rychle a zběsile: Tokijská jízda. V Česku se Dům u jezera umístil po úvodním víkendu na pátém místě za filmy Piráti z Karibiku: Truhla mrtvého muže, Garfield 2, Auta a Účastníci zájezdu. Celkové celosvětové tržby filmy činily téměř 115 milionů dolarů.
Agregátor filmových recenzí Rotten Tomatoes dává na základě 155 recenzí snímku hodnocení 35 %. Podobný server Metacritic ohodnotil Dům u jezera na základě 34 recenzí 52 body ze 100, což naznačuje smíšené nebo průměrné kritiky.
Mnoho kritiků vyjádřilo nespokojenost s vnitřní logikou příběhu. Alex naruší dvakrát Katinu časovou osu, což někteří považují za časový paradox. Například Claudia Puig z USA Today napsala: "Dům u jezera je jedním z více matoucích filmů posledních let. Premisa nedává smysl, bez ohledu na to, jak si ji v hlavě obrátíte." Na druhou stranu Roger Ebert, který ohodnotil film 3,5 hvězdičkami ze 4, sice poukázal na logickou nekonzistenci filmu, ale poznamenal: "Nevadí, říkám vám, nevadí! To, na co ve filmu reaguji, je jeho fundamentální romantický impuls."